# Jan Redmann
Jan Redmann (Pritzwalk, 16 de diciembre de 1979) es un jurista y político alemán. Es miembro del partido Unión Demócrata Cristiana de Alemania (CDU), donde ocupa un escaño en el Parlamento Regional de Brandeburgo desde 2014.  

## Biografía

### Primeros años y estudios
Jan Redmann nació en 1979 en Pritzwalk y se crio en la ciudad de Wittstock, una localidad al noreste de Brandeburgo, en la entonces República Democrática Alemana. Realizó sus estudios secundarios en el Gymnasium de dicha ciudad. Luego de realizar su servicio militar para el Ejército alemán, ingresó a la Universidad de Potsdam a estudiar ciencias del derecho, donde se graduó en 2009 e ingresó a trabajar a un bufete de abogados especializado en derecho de la construcción y adquisiciones. Posteriormente fue promovido por la Universidad de Colonia como doctor en derecho en 2010.

### Carrera política
Redmann comenzó a involucrarse en política a través del ala juvenil de su partido, la Junge Union, donde fue elegido como presidente estatal de la organización para Brandeburgo.  Desde 2009 es presidente distrital de la CDU por Ostprignitz-Ruppin y de 2011 a 2015 fue vicepresidente estatal de la CDU de Brandeburgo.
En su historial electoral, Redmann se presentó por primera vez en 2009 en el distrito electoral estatal de Prignitz II/Ostprignitz-Ruppin II como candidato directo a las elecciones estatales de Brandeburgo del 27 de septiembre de 2009, pero sólo quedó tercero detrás de los candidatos de Die Linke y del Partido Socialdemócrata de Alemania (SPD), Dieter Groß e Ina Muhß. En las elecciones regionales de Brandeburgo del 25 de septiembre de 2014 volvió a perder el mandato directo en el distrito electoral Prignitz II/Ostprignitz-Ruppin II, quedando esta vez en segundo lugar detrás de la candidata del SPD, Ina Muhß. Sin embargo, Redmann ingresó al parlamento estatal de Brandeburgo a través de la lista estatal de la CDU y inicialmente actuó como director general parlamentario del grupo parlamentario estatal de la CDU. En las elecciones estatales de Brandeburgo del 1 de septiembre de 2019, Redmann perdió su candidatura directa en el mismo distrito electoral contra la candidata del SPD Katrin Lange y el candidato de Alternativa para Alemania (AfD), Arnd Heymann, pero ingresó nuevamente al parlamento estatal a través de la lista estatal de la CDU. El 10 de septiembre de 2019, Redmann fue elegido por unanimidad como nuevo líder del grupo parlamentario estatal de la CDU. En las elecciones estatales de Brandeburgo del 22 de septiembre de 2024, Redmann se presentó por primera vez como candidato directo en el distrito electoral estatal de Ostprignitz-Ruppin I, pero quedó tercero con sólo el 16,6% de los primeros votos detrás del candidato del SPD Liedtke (34,6%). ) y el candidato de AfD, Preuss (32,2%). Así que volvió a entrar en el parlamento estatal a través de la lista estatal de la CDU.

## Vida personal
Redmann es abiertamente gay. En una entrevista en 2024, él comentó que hizo su salida del armario primero con su familia, donde al inicio no contó con la aprobación de su padre, situación que cambió con el tiempo a una actual aceptación por parte de su progenitor.Él vive en una unión civil con su pareja, Peter, con el cual mantiene una relación homoafectiva desde 2005. 
En julio de 2024, Redmann fue sorprendido en un control policial con 1,28 gramos de alcohol en la sangre conduciendo su monopatín eléctrico. En su defensa, Jan Redmann esgrimió que aceptó los cargos y entregó voluntariamente su licencia de conducir. Luego de recibir una multa de 25 días de trabajo o su equivalente de 320 euros por cada día (8000 euros), además le fue suspendida su licencia de conducir por seis meses, al no tener antecedentes previos de conducción bajo la influencia del alcohol.